# آركناليش

آركناليش هي قرية تقع في محافظة آرماوير، أرمينيا يقع في القرية المعبد الوحيد لليزيديين في أرمينيا.